# 復金村
23°31′37.4″N 120°34′09.8″E / 23.527056°N 120.569389°E
復金村是中華民國臺灣嘉義縣竹崎鄉轄下的行政區。位於嘉義縣東北方，東隔無水坑與緞繻村相鄰，東南隔牛稠溪與龍山村為界，西南亦隔牛稠溪與竹崎村相鄰，西與和平村羌子科相鄰，西北與坑頭村相鄰，東北則與梅山鄉大南、安靖、太平等村相鄰。
面積約8.1724平方公里，行政區包含12個鄰、621戶、人口數2189人。村里特色為有若干祠堂與相關活動，木履寮車站及竹崎公園北岸為該村景點。

## 地理
復金村位於竹崎鄉北邊，由24鄰庄落組成。此村地形大體從東北山嶺區－丘陵區－平原區，向西南傾斜。

## 聚落歷史
復金村在清代屬於諸羅縣大目根堡；在日治時期於1920年改制，隸屬台南州嘉義郡竹崎庄；光復初期則屬於台南縣嘉義區竹崎鄉，1950年行政區域調整，嘉義區、東石區、及嘉義市合併為嘉義縣，復金村隸屬於嘉義縣竹崎鄉。

## 教育
復金村內目前無設立國中小，國小學區為竹崎國小；國中學區為竹崎高中 (國中部)。
竹崎高中：竹崎高中創於1957年12月1日，原名為「嘉義縣立竹崎初級中學」，後於1968年，政府實施九年國民義務教育，改制為「嘉義縣立竹崎國民中學」，從九十四學年度轉型為完全中學，成立高中部。

## 文化資源/文化資產
湖底光祿廟：主祀神為伏魔公，俗稱鍾馗爺。建立於1960年。
竹崎慈惠堂：主祀神為王母娘娘正式建堂於1960年。
復金真武廟：主神為觀世音菩薩。建立於1993年。

## 景點
木履寮車站：為林務局阿里山森林鐵路阿里山線之鐵路車站，此地曾有製造木履之草寮，因此稱之為木履寮。於2002年年初被拆除，目前僅作為上山列車及下山列車臨時停靠站和交會站，僅存旁邊立一不銹鋼的站牌介紹。
竹崎公園北岸：有竹崎車棧、左岸休閒小棧、雅竹、窯窯樂、鶴八等，各色小吃。

## 其他特色
此村的蘭花養植，有洋蘭及國蘭，大抵為外銷韓國。